# António Zeferino
António Carlos Piña Zeferino (17 gennaio 1966) è un ex maratoneta capoverdiano.
Ha preso parte a tre edizioni consecutive dei Giochi olimpici dal 1996 al 2004 e diverse edizioni dei Mondiali.

## Palmarès
| Anno | Manifestazione          | Sede      | Evento      | Risultato | Prestazione | Note |
| ---- | ----------------------- | --------- | ----------- | --------- | ----------- | ---- |
| 1996 | Giochi olimpici         | Atlanta   | Maratona    | 94º       | 2h34'13"    |      |
| 1997 | Mondiali                | Atene     | Maratona    | 37º       | 2h25'56"    |      |
| 1998 | Mondiali mezza maratona | Zurigo    | Individuale | 117º      | 1h10'19"    |      |
| 1999 | Mondiali di cross       | Belfast   | Individuale | 141º      | 48'44"      |      |
| 1999 | Mondiali                | Siviglia  | Maratona    | 39º       | 2h26'03"    |      |
| 1999 | Mondiali mezza maratona | Palermo   | Individuale | 91º       | 1h09'05"    |      |
| 2000 | Mondiali di cross       | Vilamoura | Individuale | 145º      | 42'40"      |      |
| 2000 | Giochi olimpici         | Sydney    | Maratona    | 67º       | 2h29'46"    |      |
| 2001 | Mondiali                | Edmonton  | Maratona    | 51º       | 2h32'46"    |      |
| 2003 | Mondiali mezza maratona | Vilamoura | Individuale | 70º       | 1h09'45"    |      |
| 2004 | Giochi olimpici         | Atene     | Maratona    | 78º       | 2h36'22"    |      |